# 斯特伦马
斯特伦马（希腊语: στρέμμα, strémma），或称希腊亩，希腊的一个用来表示土地面积的计量单位，现在该单位的大小等于1迪卡尔，即1000平方米。为与之前的旧版本区分，该单位现又被称为皇家斯特伦马。

## 历史
古希腊时期与斯特伦马对应的面积单位是平方普勒戎（平方引），相当于希腊版的亩。它最初以两牛联套一天的耕地距离来定义，但名义上是边长为100希腊尺的正方形的面积。该面积也是古希腊摔跤场的尺寸。
拜占庭斯特伦马或摩里亚斯特伦马根据土地的好坏和时期的不同而不同，但通常在900—1,900 m2（9,700—20,500 sq ft）范围内。它最初也被称为“普勒戎”，但最终被表示用简单的拜占庭犁来翻地的动词“斯特伦马”所取代。
在希腊语和英语等语言中，奥斯曼帝国计量土地的面积单位“杜纳亩”也被称为旧斯特伦马、土耳其斯特伦马或奥斯曼斯特伦马，杜纳亩可能源自于这个拜占庭单位。这个单位的大小也是因地而异的，《现代希腊语辞典》定义其约1,270 m2（13,700 sq ft），但20世纪初，Costas Lapavitsas在纳乌萨英雄城是按1,600 m²来使用的。

## 换算
1现代斯特伦马等于：
米制
- 1,000 平方米
- 10 公亩
- 1 迪卡尔
- 0.1 公顷
- 0.001 平方千米

英制
- 10,763.9 平方英尺
- 0.247 105 38 英亩
- 0.000 386 102 平方英里